# 1488 w polityce
Wydarzenia polityczne w 1488 roku.

## Wydarzenia
- 3 lutego – portugalski żeglarz Bartolomeu Dias dopływa do miasta Mossel Bay na południowym krańcu Afryki.

## Zmarli
- 9 maja – Fryderyk I legnicki, książę z dynastii Piastów śląskich.
- 11 czerwca – Jakub III, król Szkocji.